# Олміто-енд-Олміто (Техас)
Олміто-енд-Олміто (англ. Olmito and Olmito) — переписна місцевість (CDP) в США, в окрузі Старр штату Техас. Населення — 276 осіб (2020).

## Географія
Олміто-енд-Олміто розташоване за координатами 26°20′24″ пн. ш. 98°38′31″ зх. д. / 26.34000° пн. ш. 98.64194° зх. д. (26.340011, -98.641971).  За даними Бюро перепису населення США в 2010 році переписна місцевість мала площу 0,07 км², уся площа — суходіл.

## Демографія
Згідно з переписом 2010 року, у переписній місцевості мешкала 271 особа в 70 домогосподарствах у складі 63 родин. Густота населення становила 3750 осіб/км².  Було 81 помешкання (1121/км²).
Расовий склад населення:
| - 100,0 % — білих |

До двох чи більше рас належало 0,0 %. Частка іспаномовних становила 100,0 % від усіх жителів.
За віковим діапазоном населення розподілялося таким чином: 37,6 % — особи молодші 18 років, 56,5 % — особи у віці 18—64 років, 5,9 % — особи у віці 65 років та старші. Медіана віку мешканця становила 24,5 року. На 100 осіб жіночої статі у переписній місцевості припадало 89,5 чоловіків;  на 100 жінок у віці від 18 років та старших — 89,9 чоловіків також старших 18 років.
За межею бідності перебувало 30,5 % осіб, у тому числі 7,6 % дітей у віці до 18 років та 100,0 % осіб у віці 65 років та старших.
Цивільне працевлаштоване населення становило 48 осіб. Основні галузі зайнятості: транспорт — 50,0 %, будівництво — 27,1 %, освіта, охорона здоров'я та соціальна допомога — 22,9 %.